# Samostan Gorica
Samostan Gorica je franjevački samostan, u sklopu kojeg se nalazi crkva sv. Petra i Pavla, koji se nalazi pokraj Livna u Bosni i Hercegovini

## Crkva
U Tursko vrijeme kršćanima nije bilo dopušteno graditi ni najskromnije vjerske zgrade. Tek polovicom 19. stoljeća i turska je vlast bila prisiljena olabaviti to svoje kruto držanje i napokon dopustiti da i kršćani mogu podići koju crkvu. Među prvima koji su tu promjenu iskoristili bio je zauzeti franjevac fra Lovro Karaula. On je 1852. g. isposlovao u tu svrhu bujruntiju a onda, na temelju nje, i ferman 1853. g. U međuvremenu franjevci su marljivo pripremali građu.

## Narodna predaja o Gorici
S koljena na koljeno, sve do naših dana, očuvala se u narodu predaja o gradnji crkve i samostana na Gorici, dijelu općine Brina kraj Livna. Ovo je prva i najveća crkva koja je izgrađena za turske vladavine na našim prostorima. "Mnogi su u to vrime išli kod turski vladara izmolit dozvolu za gradnju crkve. Svi su bili ismijavani; vraćali su se bez uspjeha. Turci su strogo zabranjivali graditi i najskromniju crkvicu. Naročito su im smetala crkvena zvona; "da ne bi budila narod rano jutri." Tako se zaputi sultanu u Carigrad (Istanbul) i fra Lovro Karaula. Ko i ostale, ismijavaše ga na dvoru. Pošto je fra Lovro bio posebno uporan sultan se odluči š njime još više poigrat. I dadne sultan fra Lovri ferman (odobrenje) na kome je stajalo da, kad već oće makar malu crkvicu, smi napravit crkvu kolika je volunjska (volovska) koža i stavit zvono, ali ono malo, što se š njime zvoni kod pričesti. Ali po povratku u Livno fra Lovro se zgodno siti, isiče volovsku kožu u oputu (tanku nit), i opaše pozamašan prostor š njom. Na to se odma skupe Turci. Kad su tili zabranit gradnju fra Lovro im pokaza defter. Pisalo je da se smije gradit crkva kolika je volunjska koža i da se na nju može stavit zvono. Sultanova se naredba morala poštivat i jedan Turčin prvi uze kramp i poče kopat temelj."

## Povijest gradnje
Plan za crkvu napravio je splitski graditelj Franjo Moise. Pola stoljeća poslije njega, taj njegov plan bitno je nadopunio ugledni hrvatski arhitekt Josip pl. Vancaš, čije je djelo i sarajevska katedrala i brojne druge crkve i palače po Bosni i Hercegovini, Hrvatskoj i Italiji.
Gradnja crkve je započeta postavljanjem temeljnog kamena 1854. g. a zgrada je došla pod krov pet godina poslije 1859.g. Prve dvije godine gradnju je vodio Trogiranin Ante Ciciliani, a zamijenio ga je Špiro Marić s otoka Visa. Iako je bila sasvim "gola", u njoj su za nevolju, počeli obavljati službu Božju već 1860. g. Najveće graditeljsko obogaćenje crkve bio je južni zvonik, izgrađen 1887-1888. g. i veliko zvono (teško 1024 kg). Nakon toga obavljena je posveta crkve 1891. g. Napokon 1903. g. odlučeno je crkvi dati njezin konačni oblik, te u tu svrhu su se obratili Josipu pl. Vancašu. Njegov program je bio: izgraditi iznad postojećih nosača svodove od armiranog betona, prikladno popločati crkvu, izvesti zidne i stropne dekoracije i podići drugi, sjeverni zvonik. Radove je vodio Franjo Holz; sjeverni zvonik, simetričan južnom, izveo je Petar Bradarić; ukrašavanje crkve prema Vancaševim nacrtima obavila je bečka tvrtka Wayss, a slike naslikao Marko Antonini. Sve se to obavilo tijekom 1905. – 1906. g.
Tako je crkva 28. listopada 1906. g. svečano otvorena i predata na uporabu.

## Samostan
Gradnja Samostana je započela zajedno s gradnjom crkve g. 1854. Najprije je podignut zapadni dio, onaj koji gleda prema gradu. Useljen je 1858. g. Nakon pet godina (1863.) podigli su prizemlje južnog dijela a nešto kasnije i njegov kat. Treća, istočna strana zgrade ostala je dugo neizgrađena: na njezinu mjestu su bile neugledne gospodarske zgradice. Od 1984-1985. g. izgrađen je i taj, istočni, dio, prema nacrtu arhitekta Zlatka Ugljena. Uz osnovnu zadaću - da bude boravište redovničke zajednice - samostan je imao i različite prateće funkcije. U vrijeme turske vladavine, jedno se vrijeme u samostanu držala i nastava za pučkoškolce, zatim u periodu od 1889. do 1909. tu je bila smještena i škola za bogoslove (buduće svećenike). Tridesetih godina dvadesetog stoljeća tu je bio i novocijat za pripravnike Franjevačkog reda.
Samostan na Gorici raspolaže sa značajnim kulturnim blagom, koje je od osobite važnosti za ovaj kraj ali i općenito za Bosnu i Hercegovinu kao i za hrvatski narod. To je blago smješteno u više zbirki: arheološkoj, etnografskoj i sakralnoj, zatim u knjižnici i galeriji slika, koja u najvećoj mjeri predstavlja slikarstvo Gabrijela Jurkića, koji je u ovom samostanu proveo posljednjih dvadesetak godina svog života.

## Muzej
Franjevački muzej  Arhivirana inačica izvorne stranice od 14. listopada 2005. (Wayback Machine) i galerija  Arhivirana inačica izvorne stranice od 14. listopada 2005. (Wayback Machine) Gorica - Livno, službeno je utemeljen 2. listopada 1995. godine, s ciljem da sustavno sakuplja, čuva, stručno zaštiti i znanstveno obradi, te prezentira muzejski materijal s područja Hercegbosanske županije i šire. FMGG kao nasljednik Franjevačke zbirke na Gorici ima svoje korijene u 19. st. u djelatnosti livanjskih franjevaca koji su obilazili arheološka nalazišta i skupljali starine, te nastojali oko osnutka muzeja u samostanu. O tome svjedoči pisani dokument iz 1896. kojim se moli Zemaljska vlada u Sarajevu za dozvolu da se može u javnoj samostanskoj prostoriji držati starinsko oružje. Kroz kasnija desetljeća u livanjsku muzejsku zbirku donose se brojni nalazi iz svih razdoblja livanjske prošlosti. Nekad mala samostanska zbirka prerasla je u suvremeno osmišljen muzej, danas FMGG, koji po svom sadržaju i obimu odražava na ovim prostorima kontinuitet povijesnih zbivanja: od Kelta i Ilira preko Rimljana, te Hrvata od doseljenja do najnovijeg vremena. Muzej je još u fazi oblikovanja, ali se predstavlja javnosti kao osnova za nove istraživačke korake.